# Armia Czynna Ukraińskiej Republiki Ludowej
Armia Czynna Ukraińskiej Republiki Ludowej – armia Ukraińskiej Republiki Ludowej, utworzona w 1917 ze zukrainizowanych oddziałów armii rosyjskiej, Strzelców Siczowych, Wolnego Kozactwa, ukraińskich jeńców pochodzących z Galicji oraz ochotników.
Podczas wojny ukraińsko-radzieckiej toczyła walki z bolszewikami, walczyła również z Armią Ochotniczą. W pierwszej połowie 1919 brała udział w walkach z wojskami polskimi na froncie od Łucka do Kobrynia. Po podpisaniu „Aktu Zjednoczenia Państwa Ukraińskiego” była wspierana przez Ukraińską Armię Halicką, szczególnie po wyparciu jej za Zbrucz w lipcu 1919.
Podczas wojny polsko-bolszewickiej z jeńców i internowanych żołnierzy Armii URL utworzono Armię Czynną URL, związaną sojuszem z Wojskiem Polskim.

## Powstanie armii w 1917 roku

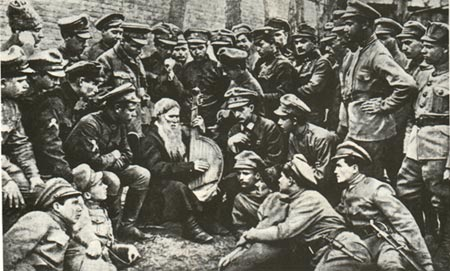
Żołnierze armii URL w 1917

Proces formowania armii ukraińskiej rozpoczął się po rewolucji lutowej i obaleniu caratu w Imperium Rosyjskim w marcu 1917, równocześnie z rozwojem ruchu narodowowyzwoleńczego na terenie Ukrainy. 17 marca 1917 w Kijowie powołano Ukraińską Centralną Radę.
22 marca 1917 w Kijowie z inicjatywy Mykoły Michnowskiego odbyły się pierwsze zebrania i wiece ukraińskich oficerów i żołnierzy rosyjskiej armii, które zwróciły się do Rządu Tymczasowego z żądaniami narodowej i terytorialnej autonomii Ukrainy i ogłosiły się Tymczasową Ukraińską Radą Wojskową (TUWR).
29 marca 1917 na naradzie wojskowych garnizonu kijowskiego utworzono pierwszą organizację wojskową – Ukraiński Klub Wojskowy im. hetmana Pawła Połubotka. Na tym właśnie zebraniu uchwalono postanowienie o rozpoczęciu tworzenia armii narodowej przez tworzenie ukraińskich pułków ochotniczych, a pierwszemu z nich nadano nazwę – I Ukraiński Pułk Kozacki im. hetmana Bohdana Chmielnickiego. Jednocześnie z Klubem Wojskowym utworzono Ukraiński Wojskowy Komitet Organizacyjny, który miał się zajmować głównie tworzeniem narodowych sił zbrojnych.
10 kwietnia 1917 w Kijowie odbył się wiec ukraińskich żołnierzy frontowych, na którym uchwalono skierowane do Rządu Tymczasowego żądanie stworzenia armii ukraińskiej, oddzielenia na froncie żołnierzy-Ukraińców od żołnierzy innych narodowości, i uformowania z nich pułków z ukraińskim językiem dowodzenia.
W kwietniu 1917 w Mińsku powstała Ukraińska Frontowa Rada (dla Frontu Zachodniego) na czele z Symonem Petlurą.

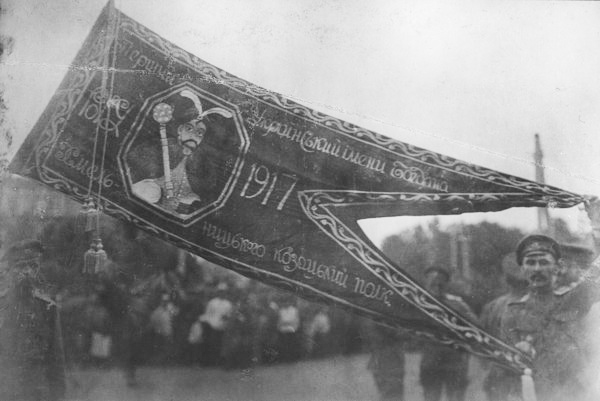
Sztandar I Ukraińskiego Pułku Kozackiego im. hetmana Bohdana Chmielnickiego

W maju 1917, nie zważając na opór rosyjskiego dowództwa, sformowano I Ukraiński Pułk Kozacki im. hetmana Bohdana Chmielnickiego pod dowództwem kapitana D. Putnyka-Hrebeniuka, a potem podpułkownika Jurija Kapkana.
Zalążkiem narodowej armii ukraińskiej stał się I Korpus Ukraiński pod dowództwem gen. Pawła Skoropadskiego.

## Formowanie
Ukraińska Centralna Rada została w większości zdominowana przez socjalistów, którzy optowali za autonomią w obrębie państwa rosyjskiego. W związku z tym byli oni przeciwnikami powoływania narodowych sił zbrojnych, a promowali ochotnicze siły milicyjne. Ze stanowiskiem UCR nie zgadzał się Mykoła Michnowski, który zorganizował Klub im. hetmana Połubotka, i jako jego lider wszedł do UCR. Z inicjatywy Michnowskiego wbrew stanowisku UCR rozpoczęto formowanie ochotniczych jednostek wojskowych.
W sierpniu 1917 zukrainizowany XXXIV korpus rosyjskiej armii pod dowództwem generała Pawła Skoropadskiego został przemianowany na I Korpus Ukraiński, a we wrześniu z rosyjskiego VI Korpusu Armijnego stworzono II Siczowy Korpus Zaporoski pod dowództwem generała Mandryki.
W listopadzie 1917 ukraińscy oficerowie i żołnierze fińskiego pułku piechoty utworzyli Kureń Hajdamacki pod dowództwem kapitana Pustowita. W zimie 1917/1918 część z nich wzięła udział w walkach z wojskami bolszewickimi na Lewobrzeżnej Ukrainie i w obronie Kijowa.
Jednak znaczna część ukraińskich wojsk (16 dywizji), które nie zostały ściągnięte w odpowiednim czasie z frontu przez rząd Ukraińskiej Republiki Ludowej, została rozbita przy próbie powrotu na Ukrainę, lub samorzutnej demobilizacji.
Centralna Rada nie dostrzegała potrzeby sformowania regularnej armii, obstając przy wymogu tworzenia sił zbrojnych na bazie milicyjnej. Wskutek tego, jak i bolszewickiej agitacji, ukrainizowane oddziały rozpadały się.
W listopadzie 1917 komendant Kijowskiego Okręgu Wojskowego pułkownik W. Pawłenko rozpoczął tworzenie ukraińskiej gwardii, na początek formując w Kijowie dwie dywizje serdiuckie. Pod koniec tegoż roku z ukraińskich jeńców armii austro-węgierskiej pochodzących z Galicji utworzono Halicko-Bukowiński Kureń Strzelców Siczowych, przemianowany niedługo potem na Kureń Strzelców Siczowych, a w marcu 1918 powiększony do rozmiarów pułku.
W listopadzie 1917 utworzono Ukraiński Generalny Sztab Wojskowy, przeznaczony do dowodzenia wszystkimi jednostkami ukraińskimi. Pod koniec grudnia 1917 przed rozpoczęciem wojny ukraińsko-bolszewickiej URL z powodów politycznych nie posiadała armii posiadającej wartość bojową. Tylko 16 stycznia 1918 na posiedzeniu Małej Rady przyjęto uchwałę o utworzeniu armii narodowej, która jednak przez opór części probolszewicko nastawionych członków Centralnej Rady nie weszła w życie. Pod koniec stycznia – początku lutego 1918 na podejściach do Kijowa rozgorzały zacięte walki z atakującymi wojskami bolszewickimi pod dowództwem Michaiła Murawjowa. Przeciwstawili się im skutecznie Hajdamacki Kosz Słobodzkiej Ukrainy, Kureń Strzelców Siczowych, Pomocniczy Kureń Studencki, kureń Wolnego Kozactwa, pułk im. koszowego K. Hordijenki, Ogólny Kureń Czarnomorski, Kureń Kolejowy, dywizjon samochodów pancernych i inne niewielkie oddziały wojskowe.
Zdobywszy Kijów, wszystkie oddziały ukraińskie oprócz Hajdamackiego Kosza w rejonie miasteczka Ihnatiwci zostały połączone w Ogólny Zahon Zaporoski pod dowództwem generała Kostiatyna Prisowskiego, uważanym za rozpoczęcie tworzenia regularnej armii.

## Atak na Kijów w 1918
Po podpisaniu traktatu brzeskiego 27 lutego 1918 Armia URL rozpoczęła natarcie na Kijów. W walkach brali udział sformowane przez Niemców i Austriaków dywizje Synożupannyki і Sirożupannyki. W czasie walk Główny Korpus Zaporoski przemianowano na Dywizję Zaporoską, a w końcu marca w Korpus Zaporoski. 2–3 marca 1918 miasto opuściły wojska ukraińskie, і 7 marca 1918 do stolicy powrócił rząd URL. Rozwijając szybko ofensywę na Lewobrzeżnej Ukrainie, ukraińskie oddziały 9 kwietnia 1918 wyzwoliły Połtawę, а 19 kwietnia – Charków. Do końca kwietnia 1918 całe terytorium Ukrainy zostało wyzwolone spod władzy bolszewików. 13 kwietnia 1918 na rozkaz ministra wojny Ołeksandra Żukowskiego Krymska Grupa Armii URL, przełamując opór wroga, rozpoczęła natarcie na Krym. 22 kwietnia 1918 wojska URL zajęły Dżankoj, а wkrótce Symferopol i Bachczysaraj.
Dalsze natarcie wojsk ukraińskich zostało wstrzymane na żądanie niemieckiego dowództwa. W okresie Hetmanatu dowództwo niemiecko-austriackie przeciwstawiając się formowaniu ukraińskich oddziałów, zdemobilizowało Synożupanników, zmniejszyło znacznie dywizję Sirożupanników, rozbroiło pułk Strzelców Siczowych. W składzie ukraińskiej armii znajdował się Korpus Zaporoski. W lipcu 1918 sformowano 1 Dywizję Serdiucką.

## Organizacja w 1918 roku
W marcu i kwietniu 1918 armia liczyła około 15 tysięcy żołnierzy, 60 armat i 250 karabinów maszynowych. W listopadzie 1918 podczas powstania antyhetmańskiego wojsko Dyrektoriatu URL składało się już z zagonu Strzelców Siczowych, Korpusu Zaporoskiego, głównych części Szarej i Serdiuckiej Dywizji i oddziałów partyzanckich. Szefem sztabu Armii URL mianowano płk Ołeksandra Sływynśkiego, generalnym kwatermistrzem – gen. Drozdowski, drugim generalnym kwatermistrzem – gen. M. Kakurin.
W grudniu 1918 sformowano 4 grupy armijne:
- Lewobrzeżną (dowódca mjr Petro Bołboczan)
- Północną (Prawobrzeżną, dowódca mjr Wołodymyr Oskiłko)
- Południową (generał Ołeksandr Hrekow)
- Dniestrzańską

## Odwrót z Kijowa w 1919 roku

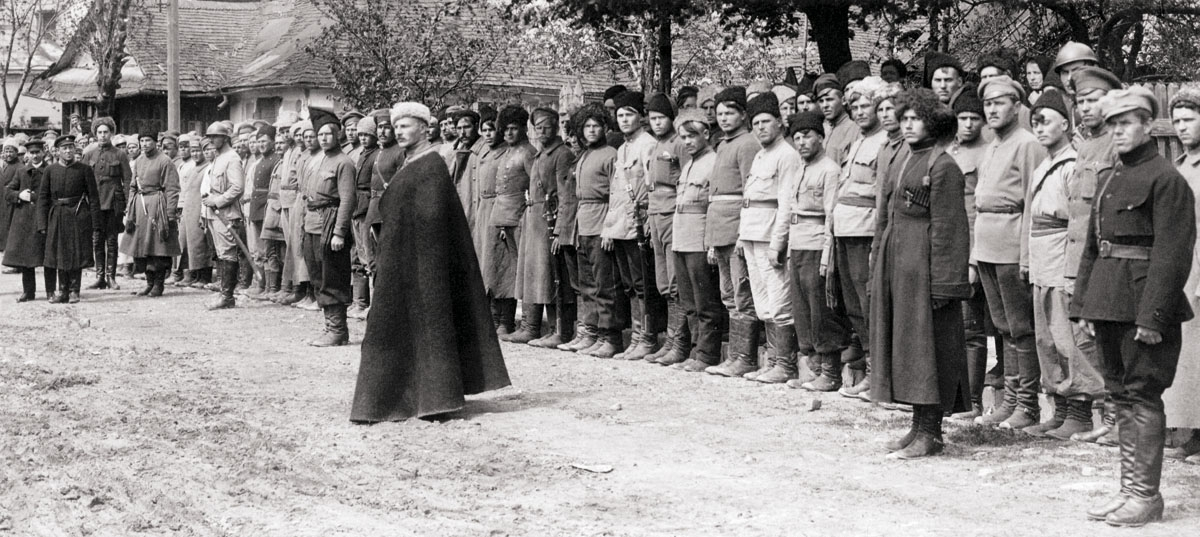
Symon Petlura (z lewej) dokonuje przeglądu oddziałów armii URL. 1919 rok. Na froncie oddziału gen. Iwan Omelianowicz-Pawlenko

W pierwszych dniach stycznia 1919 na terytorium URL wkroczyły jednostki Armii Czerwonej, dowodzone przez Władimira Antonowa-Owsiejenkę. 3 stycznia 1919 siły bolszewickie wkroczyły do Charkowa. Znaczna część partyzanckich oddziałów chłopskich na Ukrainie, walczących wcześniej z Niemcami oraz Hetmanatem, przechodziła na stronę radziecką, jednak ich wartość bojowa i lojalność była często wątpliwa. Do walki po stronie Armii Czerwonej przyłączał się również miejski proletariat nieukraińskiego pochodzenia. 12 stycznia 1919 Armia Czerwona zajęła Czernihów, 20 stycznia odniosła ostatecznie zwycięstwo w szesnastodniowej bitwie o Połtawę, zaś jednostki 2 ukraińskiej dywizji radzieckiej dowodzone przez Pawła Dybienkę wkroczyły do Jekaterynosławia, o który wcześniej zacięte walki toczyli petlurowcy i machnowcy. Pod koniec stycznia lojalność wobec ukraińskiego rządu zachowało jedynie 21 tys. żołnierzy. 23 stycznia Semen Petlura rozpoczął ewakuację personelu wojskowego ze stolicy, by uniknąć bitwy o Kijów, której wynik byłby z góry przesądzony. Stolica Ukrainy została bez walki zajęta przez 1 ukraińską dywizję radziecką 5 lutego.
W marcu-kwietniu 1919 Armia Naddnieprzańska, tocząc ciężkie boje obronne, wycofała się początkowo na Prawobrzeżną Ukrainę, а na początku maja – na Wołyń i Podole.
W maju 1919 zreorganizowano armię, tworząc z 11 dywizji 5 samodzielnych grup:
- Strzelcy Siczowi dowódca – płk Jewhen Konowalec – 4700 żołnierzy
- Zaporoska Grupa Armii URL pod dowództwem pułkownika Wołodymyra Salskiego – 3000 żołnierzy
- Wołyńska (gen. Wsewołod Petriw) – 4000 żołnierzy
- grupa pułkownika Udowyczenki – 1200 żołnierzy
- grupa mjr Jurko Tiutiunnyka – 3500 żołnierzy

W skład Armii URL wchodziły także zgrupowanie „Sicz Zaporoska” mjr. Jurija Bożka (1 tysiąc żołnierzy) i inne oddziały powstańcze.
W grudniu 1919 oddziały URL przeszły przez polską granicę. W kwietniu i maju 1920 wzięły udział w liczbie 6 tys. żołnierzy w wyprawie kijowskiej a następnie w walkach odwrotowych, obronie Zamościa i polskiej kontrofensywie. Działały na środkowym odcinku frontu.

## I pochód zimowy
Na początku czerwca 1919 Armia Czynna, prowadząc szereg ofensywnych operacji przeciw wojskom bolszewickim, zajęła południowo-wschodnie Podole і wyszła na linię Starokonstantynów – Płoskirów – Kamieniec Podolski. Takim sposobem stworzono pole dla wycofania się Armii Halickiej, która pod naciskiem polskich wojsk 16–18 lipca 1919 była zmuszona opuścić tereny Galicji Wschodniej і przejść rzekę Zbrucz.
Podczas I pochodu zimowego w latach 1919–1920 w składzie bojowej grupy znajdowało się blisko 10 tysięcy żołnierzy.

## Skład w lipcu 1920
- oddziały liniowe:
  - 1 Zaporoska Dywizja Strzelców
  - 2 Wołyńska Dywizja Strzelców
  - 3 Żelazna Dywizja Strzelców
  - 4 Kijowska Dywizja Strzelców
  - 5 Chersońska Dywizja Strzelców
  - 6 Siczowa Dywizja Strzelców
  - Samodzielna Dywizja Kawalerii
  - pociąg pancerny „Karmeluk”

- oddziały powstańcze (rejon działania):
  - Kurowskiego (Tetijew)
  - Machny (Jekaterynosław)
  - Marusia (Briańsk)
  - Mordalewicza (Gostomla)
  - Petrenki (Konotop)
  - Romaszki (Kozielec)
  - Sokołowcy (Korosteń)
  - Szepela (Winnica)
  - Wołyńca (Hajsyn)
  - Zielonkowcy (Wasylków)

## Struktura dowództwa Armii Czynnej
Dowódca Armii Czynnej
- Sztab ACz
  - Wydział I (wydział generała- kwatermistrza) – Jen. chor. Wiktor Kuszcz
    - Oddział wywiadowczy – sot. Ołeksandr Szpyłynski
    - Oddział kontrwywiadowczy – płk Mychajło Pawłowski)
    - Oddział operacyjny – ppłk Dmytro Jarockyj
    - Oddział organizacyjny – chor. Ołeksandr Zaremba
    - Oddział łączności – sot. Iwan Rembołowycz
    - Oddział historyczno-informacyjny – gen. chor. Ołeksandr Porochowszczykiw
    - Oddział kulturalno-wychowawczy – por. Mychajło Szlachtyczenko

  - Wydział II
    - Oddział ogólny
    - oddział inspektorski
    - Dowództwo komendanta Kwatery Głównej

  - Wyższy Sąd Wojskowy
- Naczelnik aprowizacji armii i tyłów
  - Oddział intendentury
  - Oddział sanitarno-weterynaryjny
  - Oddział artyleryjsko-techniczny
  - Oddział tyłowy
- Inspektor artylerii
- Inspektor wojsk technicznych
- Dowódca wojsk zapasowych
- Główny kapelan
- Skarb polowy

## Stany
Armia Czynna URL miała charakter szkieletowy (kadrowy). Dywizje stanowiły odpowiedniki polskich brygad czy też pułków. 
| Jednostka                                                     | Dowódca                     | Oficerowie | Kozacy | km | Działa |
| ------------------------------------------------------------- | --------------------------- | ---------- | ------ | -- | ------ |
| 1 Zaporoska Dywizja Strzelców                                 | ataman Andrij Hułyj-Hułenko | 140        | 1100   | 25 | 6      |
| 2 Wołyńska Dywizja Strzelców                                  | ataman Wykoniw              | 100        | 950    | 22 | 2      |
| 4 Kijowska Dywizja Strzelców                                  | ataman Tiutunnuk            | 110        | 840    | 20 | 4      |
| Galicyjska Brygada Kawalerii                                  | ataman Szeparowicz          | 90         | 620    | 6  | -      |
| samodzielny pułk kawalerii                                    | płk Czyżewswkij             | 27         | 170    | 4  | -      |
| sotnia sztabu armii                                           | ?                           | 12         | 160    | 4  | -      |
| Razem                                                         | -                           | 479        | 3840   | 81 | 12     |
| Stan bojowy Armii URL wynosił: 2100 „bagnetów” i 580 „szabel” |                             |            |        |    |        |

W lipcu 1920  armia liczyła ok. 15,5 tys. żołnierzy (w linii i na tyłach) co stanowiło odpowiednik polskiej dywizji piechoty (jednej) i brygady kawalerii (jednej).

## Demobilizacja armii

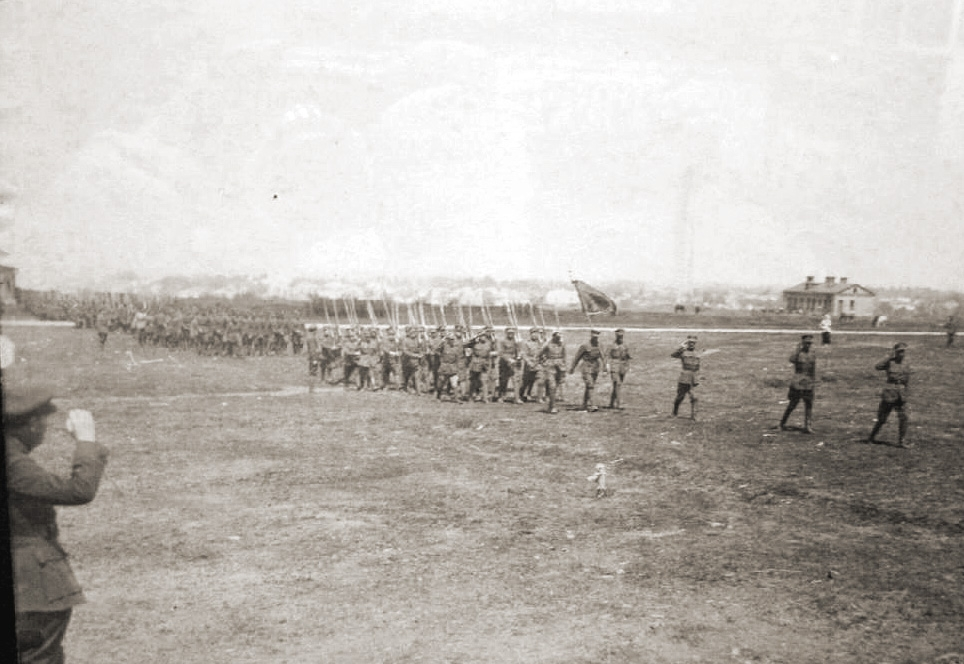
Defilada 6 Siczowej Dywizji Strzelców przed Symonem Petlurą, Berdyczów, kwiecień 1920

W listopadzie 1920 po ciężkich walkach z Armią Czerwoną przeszła Zbrucz i została internowana przez władze polskie.
W 1921 armia URL była rozlokowana w trzech obozach: Kalisz, Szczypiorno і Strzałkowo. Ogólnie liczyła 17 464 żołnierzy. W styczniu 1921 utworzono Sztab Partyzancko-Powstańczy przy Głównym Dowództwie Wojsk URL, dowództwo której objął gen. Jurko Tiutiunnyk. Sztab koordynował działania oddziałów powstańczych na Ukrainie. W listopadzie 1921 zorganizował on II pochód zimowy na Prawobrzeżną Ukrainę (1,5 tysiąca żołnierzy w trzech grupach: besarabskiej, podolskiej i wołyńskiej), sformowanych z ochotników i internowanych żołnierzy Armii URL. Wyprawa ta jednak została rozbita.
Do 1924 Armia URL przestała istnieć jako zorganizowana siła militarna. Internowani żołnierze stopniowo zmienili swój stan formalny na emigrantów politycznych. W późniejszym okresie weszli częściowo w skład ukraińskich podziemnych organizacji niepodległościowych.

## Umundurowanie
Korzystano z mundurów i wyposażenia dawnej armii carskiej. W styczniu 1919 zaczęto wprowadzać kurtki typu frencz, a w 1920 Polacy dostarczyli armii URL mundury i wyposażenie polskie, niemieckie, austriackie, amerykańskie i angielskie. Od listopada 1917 zaczęto na czapkach pod kokardą carską nosić prostokątne barwy niebiesko-żółte, na początku 1918 zaczęto nosić na czapkach tarczki ze św. archaniołem Gabrielem, w czerwcu 1918 ustanowiono natomiast kokardy z trójzębem. W okresie hetmanatu(czerwiec-połowa grudnia) noszone były naramienniki. 30 lipca 1919 do regulaminu wprowadzono naramienne trójzęby(10cmx6,9) w barwie broni. 

### Stopnie wojskowe
W styczniu 1918 Ukraińska Centralna Rada wprowadziła pierwsze stopnie wojskowe, które pokrywały się dokładnie z wykonywaną funkcją: kozak, rojowyj, czotowyj, buńczużnyj, półsotennyj, sotnyk, kurennyj, piłkownik, otaman brygady, otaman dywizji, otaman korpusu, otaman armii. Odznaki te (barwy czerwonej) noszono na prawym rękawie powyżej łokcia.
W lipcu 1918 wprowadzono nowe oznaki stopni, noszone na piersi: riadowyj, hurtkowyj, rojowyj, czotowyj, buńczużnyj, chorunżyj, znaczkowyj, sotnyk, generał-chorunżyj, generał-znaczkowyj, generał-buńczużnyj.
Ostatecznie w marcu 1920 ustanowiono w armii URL jednakowe stopnie:
- szeregowi:
  - kozak (козак)
  - musztrowyj kozak (муштровий козак)
- podoficerowie:
  - hurtkowyj (гуртковий)
  - rojowyj (ройовий)
  - czotowyj (чотовий)
  - bunczużnyj (бунчужний)
  - kandydat na oficera (кандидат на старшину,підхорунжий)
- młodsi oficerowie:
  - chorunżyj (хорунжий)
  - porucznik (поручник)
  - sotnyk (сотник)
- wyżsi oficerowie:
  - podpułkownik (підполковник)
  - pułkownik (полковник)
- generałowie:
  - generał chorąży (ген.-хорунжий)
  - generał porucznik (ген.-поручник)
  - generał pułkownik (ген.-полковник)
  - główny otaman (гол. oтаман)

- korabielnyj gardemaryn (корабельний ґардемарин)
- miczman (мічман)
- lajtenant (ляйтенант)
- starszyj lajtenant (старший ляйтенант)
- kapitan II rangi
- kapitan I rangi
- kontradmirał
- wiceadmirał
- admirał